# Комбинаторная оптимизация
Комбинаторная оптимизация — область теории оптимизации в прикладной математике, связанная с исследованием операций, теорией алгоритмов и теорией вычислительной сложности.
Комбинаторная оптимизация заключается в поиске оптимального объекта в конечном множестве объектов, чем очень похожа на дискретное программирование. Некоторые источники

под дискретным программированием понимают целочисленное программирование, противопоставляя ему комбинаторную оптимизацию, имеющую дело с графами, матроидами и похожими структурами. Однако оба термина очень близко связаны и в литературе часто переплетаются. Комбинаторная оптимизация часто сводится к определению эффективного распределения ресурсов, используемых для поиска оптимального решения.
Во многих задачах комбинаторной оптимизации полный перебор нереален.
Комбинаторная оптимизация включает в себя задачи оптимизации, в которых множество допустимых решений дискретно или может быть сведено к дискретному множеству.

## Приложения
Комбинаторная оптимизация используется при:
- определении оптимальной сети аэрофлота;
- определении, какая машина из парка такси подберёт пассажиров;
- определении оптимального пути доставки посылок;
- определении правильных атрибутов перед тестированием концепций.

Однако этими примерами приложение комбинаторной оптимизации не ограничивается.

## Методы
Имеется большое число литературы по полиномиальным по времени алгоритмам, работающим на некоторых классах задач дискретного программирования и существенная часть этих алгоритмов принадлежит теории линейного программирования.
Некоторые примеры комбинаторной оптимизации, попадающие в эту область — это задача поиска кратчайшего пути и дерева кратчайших путей, определение максимального потока, нахождение остовных деревьев, нахождение паросочетаний, задачи с матроидами.
Задачи комбинаторной оптимизации можно рассматривать как поиск лучшего элемента в некотором дискретном множестве, поэтому, в принципе, могут быть использованы любые алгоритмы поиска или метаэвристические алгоритмы. Однако общие алгоритмы поиска не гарантируют ни оптимального решения, ни быстрого решения (за полиномиальное время). Поскольку некоторые задачи дискретной оптимизации NP-полны, как, например, задача о коммивояжёре, это же следует ожидать и для других задач (если не P=NP).

## Конкретные проблемы
- Задача выбора маршрута
- Задача коммивояжёра
- Минимальное остовное дерево

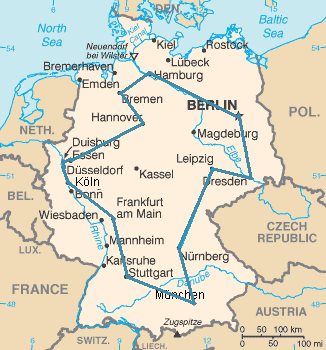
Оптимальный путь коммивояжёра по 15 крупнейшим городам Германии. Это кратчайший путь из 14!/2 (43 589 145 600) возможных

- Линейное программирование (в части выбора переменной, которую следует вводить в базис)
- Целочисленное программирование
- Задача о восьми ферзях — задача удовлетворения ограничений. Если использовать стандартные методы комбинаторной оптимизации для этой задачи, в качестве целевой функции используется число невыполненных ограничений (то есть число атак).
- Задача о ранце
- Задача раскроя
- Задача о назначениях
- Задача о назначении целей